# Салернский залив
Салернский залив (итал. Golfo di Salerno) — залив в Тирренском море. Побережье относится к итальянской области Кампания.
Простирается от мыса Кампанелла до старого порта Салерно, окружён высокими холмами. Имеет длину береговой линии, равную 46 километрам. Основные реки, впадающие в залив — Ирно и Селе. Глубина залива не превышает 1000 метров, достигает наибольших значений в северо-западной его части.
Наиболее крупные города на побережье — Позитано, Амальфи, Салерно, Агрополи. Также на берегу залива стояла древнегреческая колония Пестум.
На северо-западе Салернский залив отделён от Неаполитанского залива Соррентийским полуостровом, а на юго-востоке граничит с побережьем Чиленто.